# Chrioloba plumbeola
Chrioloba plumbeola là một loài bướm đêm trong họ Geometridae.